# Monea Castle

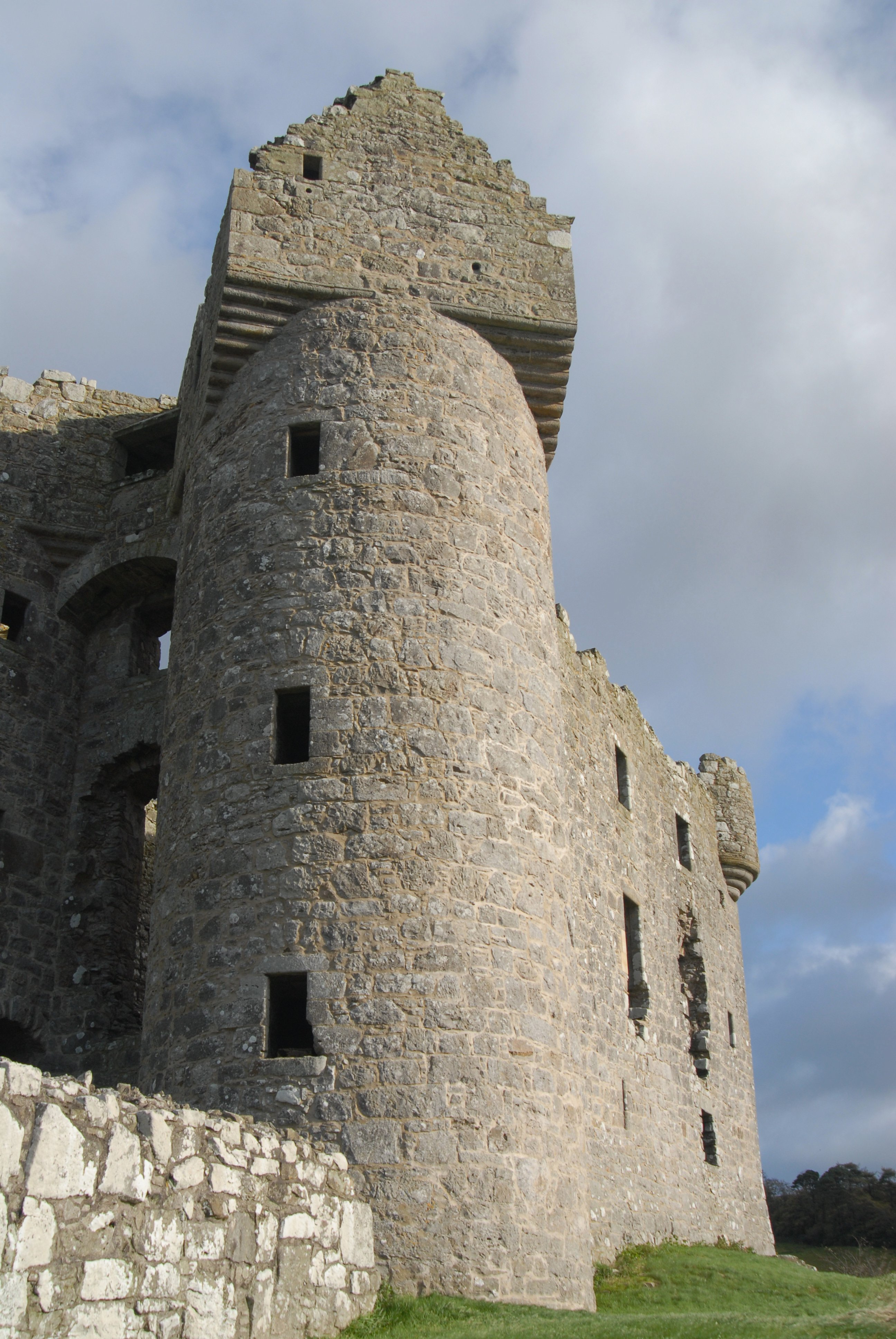
Monea Castle 2006

Monea Castle (irisch Caisleán Mhaigh Niadh) ist eine Burgruine im Dorf Monea (Maigh Niadh) im nordirischen County Fermanagh. Sie ist ein State Care Historic Monument im Townland von Castletown Monea im District Fermanagh and Omagh.

## Konstruktion
Der Bau der Burg begann 1618 und scheint stark schottisch beeinflusst gewesen zu sein. Es handelt sich um einen rechteckigen Wohnturm mit drei Stockwerken, hohem Dachgeschoss und gewölbtem Erdgeschoss. Zwei massive, halbrunde Türme flankieren den Eingang und damit die kurze Westseite der Burg. Oben auf den Türmen befinden sich Konsolen und Staffelgiebel, was dem Gebäude eine schottische Anmutung gibt.

## Geschichte
Monea Castle liegt dort, wo eine Burg der Maguires vor der Kolonisierung von Ulster gewesen war und ein Crannóg sichtbar ist. Der Rektor von Devenish, Reverend Malcolm Hamilton, ließ 1616 mit dem Bau beginnen. Er ließ 1622 eine Bawn (Kurtine) anlagen, kurz bevor er 1623 anglikanischer Erzbischof von Cashel wurde.
In der irischen Rebellion von 1641 wurde die Burg von Rory Maguire angegriffen, der an dieser Stelle „vier Protestanten schlachtete und ermordete“. 1688 wohnte Gustav Hamilton, der Gouverneur von Enniskillen, auf der Burg; er starb 1691. Seine Witwe und seine Kinder lebten weiterhin auf Monea Castle, mussten aber das Anwesen 1704 verkaufen. Einige Jahrzehnte später brach ein Brand in der Burg aus und diese war anschließend nicht mehr bewohnt.